# Mielichhoferia cuspidata
Mielichhoferia cuspidata là một loài Rêu trong họ Bryaceae. Loài này được (Herzog) A.J. Shaw & H.A. Crum mô tả khoa học đầu tiên năm 1984.